# Metrocable de Medellín
El Metrocable es una red de teleféricos, del tipo monocable; para la movilización urbana de pasajeros en Medellín, Colombia. Está compuesto por seis líneas de servicio comercial: H, J, K, L, M y P, que suman una extensión total de 14.62 km. Cuenta con 20 estaciones en operación, todas adaptadas para facilitar el ingreso a personas con movilidad reducida (PRM). Fue inaugurado el 7 de agosto de 2004. Este sistema de transporte es administrado por la empresa de capitales estatales Empresa de Transporte Masivo del Valle de Aburrá Ltda. - Metro de Medellín Ltda.
Forma parte del SITVA, junto al metro de Medellín, al Metroplús, al Tranvía de Ayacucho, a EnCicla y al SIT.
El 7 de agosto de 2004 entró en funcionamiento la Línea K, «Metrocable del nororiente», convirtiendo a Medellín en la primera ciudad en el mundo en implementar un sistema de teleférico como medio de transporte público de tiempo completo, además de emplearlo con proyección social. El 3 de marzo de 2008 inició su servicio el segundo teleférico, Línea J, que atiende sectores del occidente de Medellín. En febrero de 2010 se puso en servicio la primera línea turística, «Cable Arví», Línea L, al oriente cercano. El 17 de diciembre de 2016 la línea H entró en operación comercial, con una longitud de 1 402 metros, 44 cabinas, tres estaciones (Oriente, Las Torres y Villa Sierra) y la capacidad de movilizar hasta 1 800 pasajeros cada hora por sentido en el oriente de la ciudad. La Línea M fue inaugurada el 28 de febrero de 2019. Finalmente la Línea P fue inaugurada el 10 de junio de 2021 atendiendo la demanda del noroccidente de la urbe.
Medellín es una ciudad en el valle de Aburrá, rodeada de montañas. En estas alturas hay barrios pobres —incluso invasiones—; y debido a lo pronunciado de los desniveles en el terreno, al alargamiento y la sinuosidad de las calles, se dificulta la prestación del servicio de transporte público terrestre, aunque la presencia de busetas (minibuses) sigue siendo importante.

## Historia

### Planeación
En 1999 la Empresa de Transporte Masivo del Valle de Aburrá Ltda. (ETMVA), en su Plan Estratégico Corporativo, inició los primeros estudios de viabilidad técnica y financiera para corredores de transporte de mediana capacidad integrados al sistema metro, incluyendo un estudio de origen destino que realizó directamente el Metro de Medellín. Con la presentación del Plan de Ordenamiento Territorial de la ciudad de Medellín, aprobado por el acuerdo municipal número 62 de ese mismo año, se destacó la necesidad de un nuevo modelo de movilidad urbana, con el objetivo de «[...] optimizar la utilización del metro, expandiéndolo con un sistema de mediana capacidad, de tipo trolebús, bus articulado u otro similar a lo largo de algunos de los principales ejes viales estructurantes de la ciudad».
Con esta información se construyó un documento preliminar denominado Metroplús, segunda fase del Metro de Medellín, que incluía los siguientes corredores de transporte masivo a desarrollarse:
- Un corredor por la Calle 107 que conecta la Estación Acevedo con el barrio Santo Domingo Savio por medio de un teleférico.
- Un corredor por la Carrera 45 y 46 que conecta la Estación Hospital con el barrio Aranjuez.
- Un corredor por la Calle 30 que conecta la Estación Industriales con la Universidad de Medellín.
- Un corredor circunvalar en el centro que conecta la Estación Prado, Estación Cisneros y la Estación Alpujarra.

En el 2000 se realizaron estudios de prefactibilidad de los corredores, estos estudios fueron presentados a la administración municipal y a los candidatos a la Alcaldía de Medellín. El Plan de Desarrollo de Medellín 2001–2003 Medellín Competitiva de la alcaldía de Luis Pérez Gutiérrez incluyó estos corredores, de los cuales se adelantó el proyecto de la Calle 107. La ETMVA, en cabeza del ingeniero Luis Ramón Pérez Carrillo; inició el proceso de investigación con el cual se desarrolló la construcción del primer sistema de transporte masivo integrado de tipo teleférico en el mundo.

### Metrocable de Santo Domingo Savio

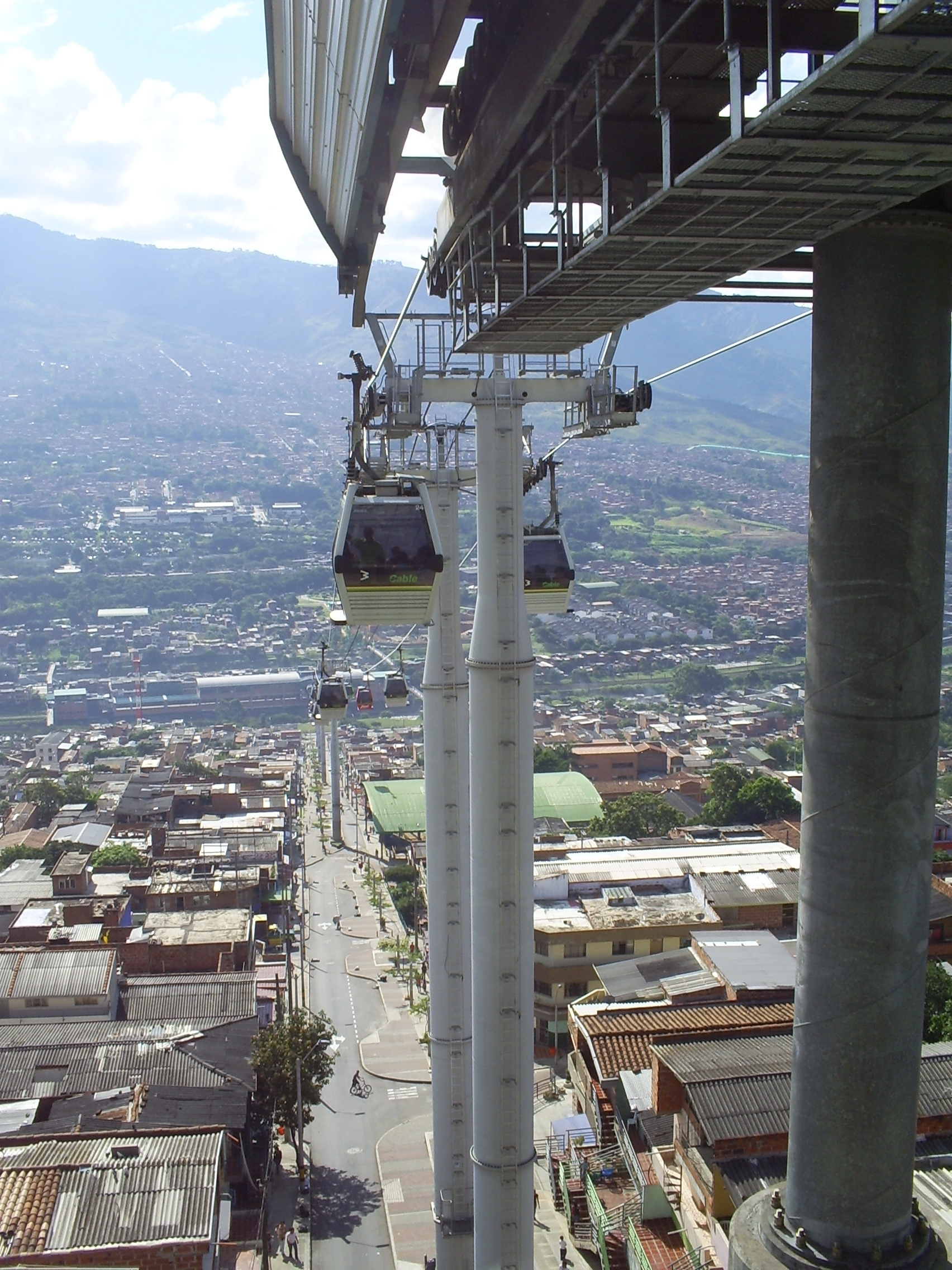
Vista del Metrocable atravesando la Calle 107 en Medellín

Partiendo de estudios anteriores y del apoyo político al proyecto, la ETMVA contrata el modelamiento de la demanda del corredor con la firma mexicana Cal & Mayor, dando como resultado un potencial de 27 000 usuarios. El 1 de agosto de 2002 se firma el Convenio Interadministrativo N⁰. 108 Proyecto Metrocable - Corredor de transporte con sistema de cable (telecabinas) de la Calle 107 entre la ETMVA y el municipio de Medellín, por medio del cual, se comprometieron a aportar los recursos para el desarrollo de la obra, adicionalmente el convenio delegaba en la ETMVA la responsabilidad y planeación del proyecto. 
La prefactibilidad del proyecto fue realizada por la EMTVA en conjunto con la Promotora de Proyectos. La etapa de factibilidad técnica, estudios y diseños, fue adelantada por el consorcio conformado por las firmas francesas Alpes Etudes y E.R.I.C., en conjunto con la firma colombiana Pablo Emilio Bocarejo Ingenieros Constructores. La construcción fue adjudicada en febrero de 2003 a la Unión Temporal Telecabinas Medellín conformada por las firmas Pomagalski S.A., Conconcreto S.A. y Termotécnica Coindustrial S.A.
El 11 de abril de 2003 se firma el acta de inicio del Metrocable de Santo Domingo que se establecería como la Línea K del SITVA. Luego de 16 meses de obra y pruebas del sistema, se inaugura el Metrocable el día 7 de agosto de 2004. El valor del proyecto fue de 23 millones de dólares estadounidenses, aportados en un 55 % por la Alcaldía de Medellín y 45 % por la Empresa de Transporte Masivo de Medellín Ltda - Metro de Medellín Ltda., bajo la premisa de aportar al desarrollo social de los habitantes de una de las zonas más deprimidas de la ciudad.
En el primer año de operación la línea transportó 5 234 458 pasajeros.

### Expansión de la red

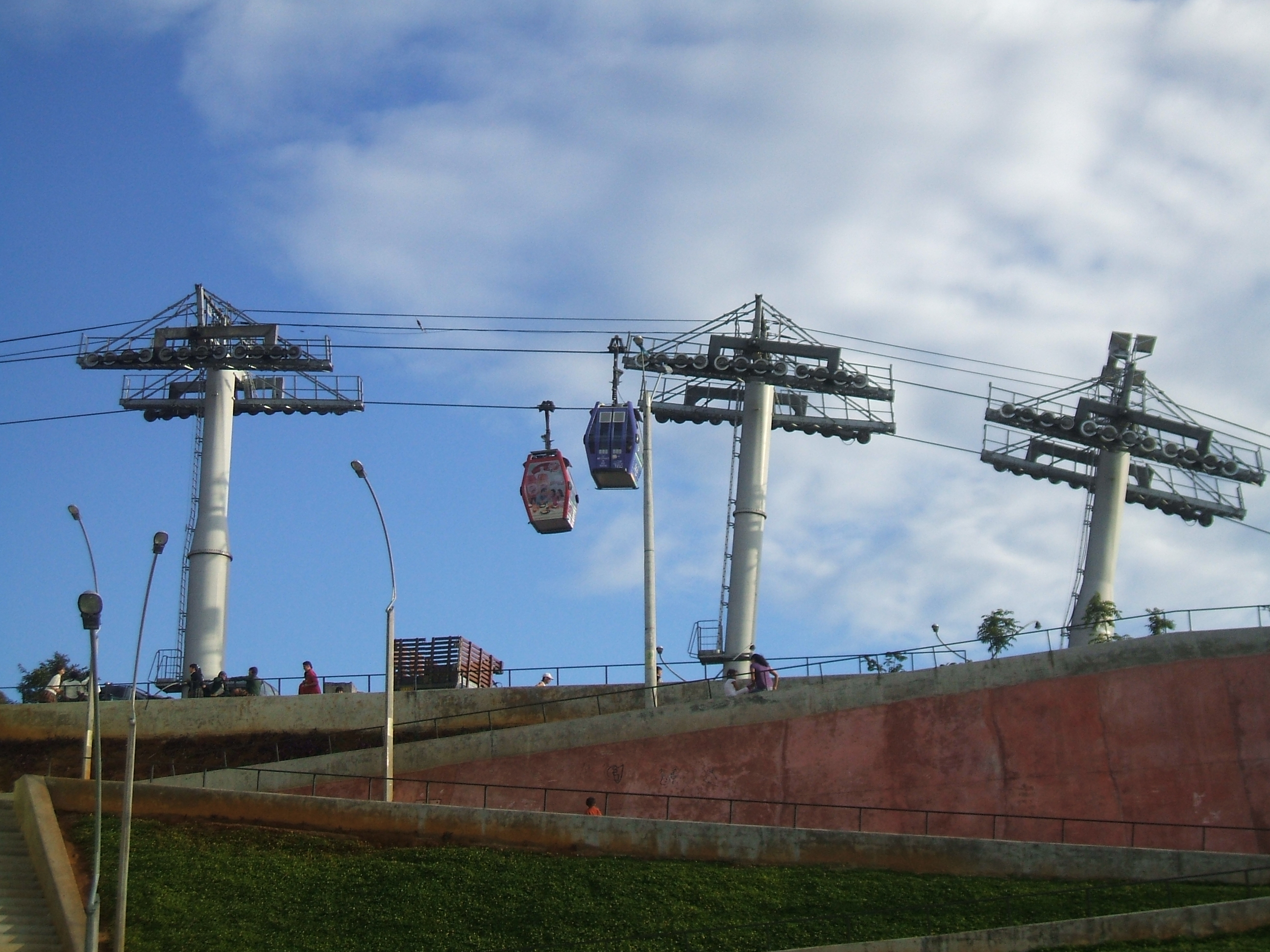
Tramo del metrocable visto desde el piso en la Estación Santo Domingo Savio.

El 3 de marzo de 2008 fue inaugurada la segunda línea, la J, la cual transportó 2 415 877 pasajeros en su primer año de funcionamiento. Fue construida con aportes de la Alcaldía de Medellín (73%) y de la empresa Metro de Medellín Ltda. (27%).
La tercera, denominada línea L, fue abierta al público el 9 de febrero de 2010; ésta, a diferencia de las anteriores, fue construida principalmente con fines turísticos, conectando de hecho la ciudad con el Parque Ecoturístico Arví.

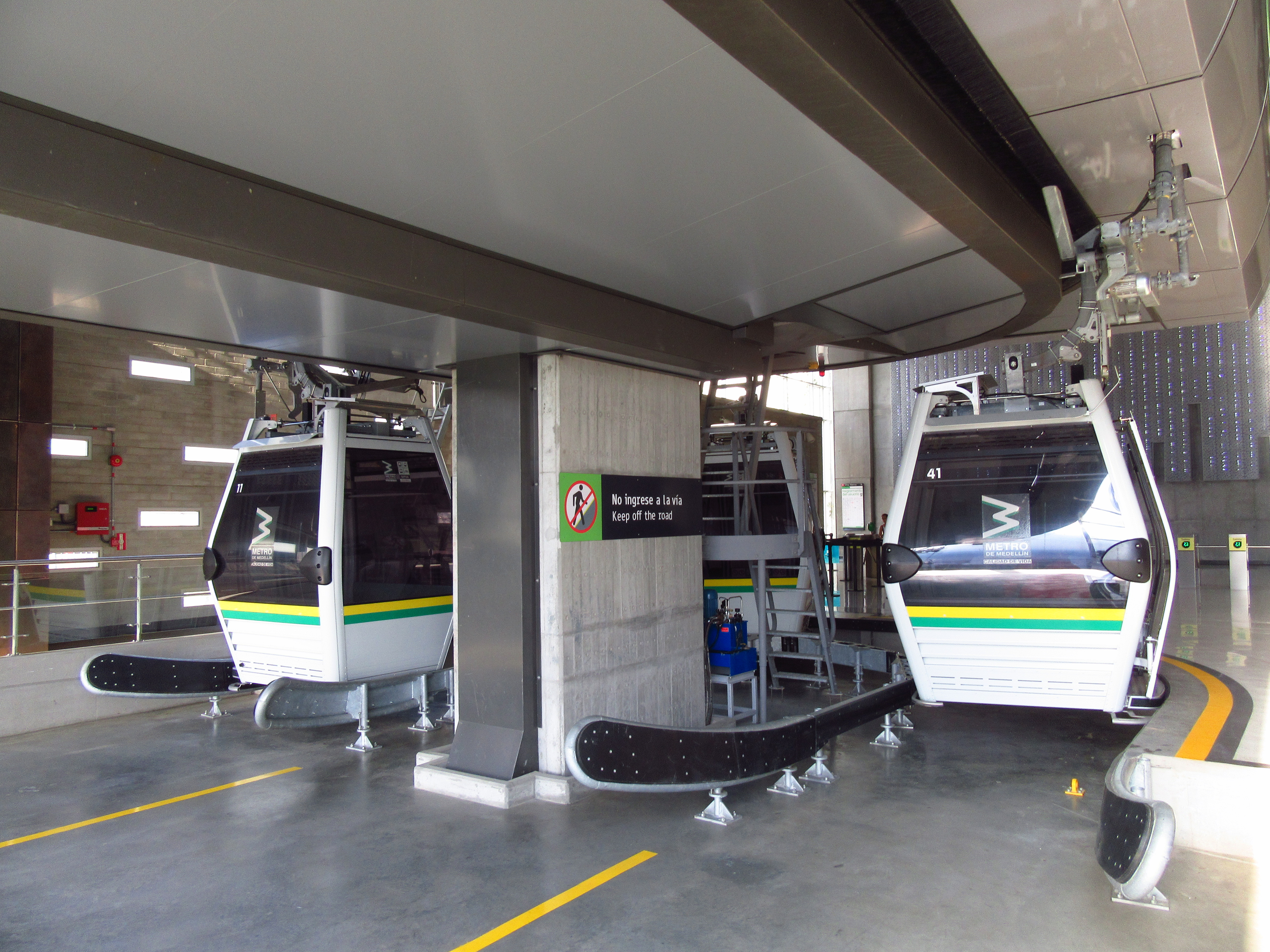
Estación Villa Sierra de la Línea H.

En el 2015 iniciaron las obras de la cuarta, la línea H, y en abril del mismo año se inició la colocación de los primeros apoyos; al mismo tiempo, se inició la construcción de la quinta, la línea M. La H fue inaugurada el 17 de diciembre de 2016 mientras que la línea M abrió al público el 28 de febrero de 2019.
La línea P, la sexta de la red, fue activada el 10 de junio de 2021.

## Impacto social
Medellín fue la primera ciudad en el mundo en implementar un sistema de teleférico como medio de transporte público de tiempo completo, además de emplearlo con proyección social.
El metrocable es complementario al metro de Medellín, y atiende las necesidades de transporte de algunos de los sectores menos favorecidos de la ciudad como las comunas nororientales, el oriente y el occidente. Este sistema ha servido para integrar a algunas comunas o áreas de difícil acceso con el Metro de Medellín.

## Estructura

### Líneas
El sistema está compuesto por seis líneas en operación líneas, la H, la J, la K, la L, la M y la P, que se complementan y se enlazan con las líneas férreas A y B. Es así que el Metrocable sirve también como fuente alimentadora del Metro. Cada línea está identificada con una letra y un color. Fueron inauguradas entre el 2004 y el 2021. Tiene un total de 20 estaciones y una extensión de 14.52 km.
En el siguiente cuadro se relaciona el nombre, el color distintivo, la longitud, las estaciones terminales, la capacidad, el año de apertura, la suma de estaciones y la cantidad y tipo de vehículos:
| Línea | Longitud (km) | Estaciones terminales           | Capacidad | Inauguración            | Estaciones | Vehículos | Tipo de vehículos |
| ----- | ------------- | ------------------------------- | --------- | ----------------------- | ---------- | --------- | ----------------- |
| H     | 1.4           | Oriente ↔ Villa Sierra          | 1 800     | 17 de diciembre de 2016 | 3          | 44        | Telecabinas       |
| J     | 2.7           | San Javier ↔ La Aurora          | 3 000     | 3 de marzo de 2008      | 4          | 118       | Telecabinas       |
| K     | 2.07          | Acevedo ↔ Santo Domingo Savio   | 3 000     | 7 de agosto de 2004     | 4          | 93        | Telecabinas       |
| L     | 4.6           | Santo Domingo Savio ↔ Arví      | 1 200     | 9 de febrero de 2010    | 2          | 55        | Telecabinas       |
| M     | 1.05          | Miraflores ↔ Trece de Noviembre | 2 500     | 28 de febrero de 2019   | 3          | 49        | Telecabinas       |
| P     | 2.7           | Acevedo ↔ El Progreso           | 4 000     | 10 de junio de 2021     | 4          | 137       | Telecabinas       |

#### Línea H
La Línea H del Metro de Medellín es una línea de teleférico de mediana capacidad entre la estación oriente (transferencia con el Tranvía de Ayacucho), pasa por la estación las Torres y termina en Villa Sierra. Fue inaugurada el 17 de diciembre de 2016.

#### Línea J
El recorrido de la Línea J se inicia en San Javier, desde la estación homónima, y va en sentido norte hasta la estación Aurora en  Robledo.

#### Línea K
La Línea K atraviesa las comunas número 2 Santa Cruz, y número 1 Popular, desde la estación intercambiadora Acevedo de la Línea A del metro de Medellín hasta la estación de transferencia Santo Domingo Savio que ofrece la posibilidad de intercambio con la línea L, la cual es el cable aéreo al Parque Arví (Parque Arví).

#### Línea L
Este Cable Arví, Línea L, es un corredor de cable aéreo que conecta la estación Santo Domingo del Metrocable, Línea K, con el Parque ecoturístico Arví. Es la primera línea turística del metro de Medellín y la cuarta por cable aéreo del sistema, e inició la operación comercial en el mes de febrero de 2010.

#### Línea M
La Línea M, que cuenta con tres estaciones, desde la estación Miraflores (transferencia con el Tranvía) hasta la Trece de Noviembre; fue inaugurada el 9 de febrero de 2019.

#### Línea P
La Línea P, que cuenta con 4 estaciones conecta la línea A del metro en la estación Acevedo hasta la estación El Progreso.

### Estaciones
El Metrocable de Medellín cuenta en sus seis líneas con 20 estaciones. Todas las estaciones de teleféricos se encuentran en Medellín.
Listado de las estaciones del Metrocable de Medellín. En negrita, estaciones de combinación con otras líneas del SITVA.
| · Línea H | - Villa Sierra - Las Torres - Oriente                                                   |
| · Línea J | - Estación La Aurora - Estación Vallejuelos - Estación Juan XXIII - Estación San Javier |
| · Línea K | - Santo Domingo Savio - Popular - Andalucía - Acevedo                                   |
| · Línea L | - Estación Arví - Estación Santo Domingo Savio                                          |
| · Línea M | - Estación Trece de Noviembre - Estación El Pinal - Estación Miraflores                 |
| · Línea P | - Estación El Progreso - Estación Doce de Octubre - Estación SENA - Acevedo             |

### Interconexión
El primer método de transporte en ser integrado al Metro de Medellín fue el sistemea de teleféricos Metrocable de Medellín, cuando el 7 de agosto de 2004 es inaugurada la línea K, convirtiendo a Medellín en la primera ciudad en el mundo en implementar un sistema de teleférico como medio de transporte público de tiempo completo, además de emplearlo con proyección social.

### Vehículos del sistema
Las góndolas o cabinas del sistema tienen una capacidad variable según las necesidades de las líneas. Cuentan con un sistema de sujeción el cual engancha la cabina al cable  de acero para permitir su desplazamiento. Dicho cable está compuesto por seis grupos de 32 hilos y un alma de nailon que le da flexibilidad al mismo. El sistema de apertura y cierre de puertas es mecánico, por medio de una palanca ubicada en el soporte de la góndola al gancho se transmite el movimiento a una guaya que activa la apertura de puertas cuando la cabina llega a la estación y el cierre de las mismas cuando ésta deja la estación. El corrector de asiento estabiliza la góndola en el momento de salida y entrada de pasajeros. Cuentan las góndolas también con un sistema de radio el cual permite la comunicación entre la cabina y el puesto de control. Un panel solar que permite la carga de una batería que convierte la energía solar en eléctrica que es usada para alimentar la iluminación interna de la cabina y la radio. Las paredes de las góndolas están hechas de acrílico y cuentan con persianas de ventilación que permiten la circulación del aire al interior de la cabina. La parte inferior de la góndola tiene una guía de aproximación que permite el suave acercamiento de la cabina a la plataforma de abordaje. Las puertas son abatibles abriendo hacia afuera en sentido horizontal y poseen ventanas con rejilla para impedir que los pasajeros arrojen objetos fuera de ella; finalmente el cuerpo de la cabina cuenta con un apoya pies el cual es un escalón que permite el ingreso o egreso de los pasajeros a la góndola.
| Característica Técnica               | Línea                            | Línea                            | Línea                            | Línea                            | Línea                            | Línea                            |
| ------------------------------------ | -------------------------------- | -------------------------------- | -------------------------------- | -------------------------------- | -------------------------------- | -------------------------------- |
| Característica Técnica               | H                                | J                                | K                                | L                                | M                                | P                                |
| Tipo de sistema                      | Góndola monocable desenganchable | Góndola monocable desenganchable | Góndola monocable desenganchable | Góndola monocable desenganchable | Góndola monocable desenganchable | Góndola monocable desenganchable |
| Longitud del trazado (en metros)     | 1 400                            | 2 764                            | 2 070                            | 4 618                            | 1 050                            | 2 700                            |
| Pendiente promedio de la línea       |                                  | 12 %                             | 20 %                             | 15 %                             |                                  |                                  |
| Pendiente máxima                     |                                  | 73 %                             | 49 %                             | 58.41 %                          |                                  |                                  |
| Velocidad de la línea                |                                  | Hasta 5m/seg                     | Hasta 5m/seg                     | Hasta 5.8 m/seg                  |                                  |                                  |
| Número de pilonas de sostenimiento   | 10                               | 31                               | 20                               | 23                               | 11                               | 29                               |
| Altura máxima de pilona (en metros)  |                                  | 36                               | 33.6                             | 27                               |                                  |                                  |
| Altura mínima de pilona (en metros)  |                                  | 8.3                              | 10.5                             | 6.46                             |                                  |                                  |
| Tipo de energía                      | Eléctrica                        | Eléctrica                        | Eléctrica                        | Eléctrica                        | Eléctrica                        | Eléctrica                        |
| Potencia de los motores (en kW)      |                                  | 1 260                            | 1 260                            | 680                              |                                  |                                  |
| Diámetro del cable                   |                                  | 52 mm, alma compacta             | 51 mm, alma compacta             | 52 mm, alma compacta             |                                  |                                  |
| Capacidad instalada (pasajeros/hora) | 1 800                            | 3 000                            | 3 000                            | 1 200                            | 2 500                            | 4 000                            |
| Número de viajes por día             |                                  | 35 000                           | 35 000                           | 4 200                            |                                  |                                  |
| Ancho de vía (en metros)             |                                  | 5.7                              | 5.7                              | 5.7                              |                                  |                                  |
| Número de estaciones                 | 3                                | 4                                | 4                                | 2                                | 3                                | 4                                |
| Cantidad de cabinas                  | 44                               | 118                              | 93                               | 55                               | 49                               | 137                              |
| Distancia entre cabinas (en metros)  |                                  | 60                               | 60                               | 180                              |                                  |                                  |
| Frecuencia                           |                                  | 12 seg (a 5m/seg)                | 12 seg (a 5m/seg)                | 31 seg (a 5m/seg)                |                                  |                                  |

## Medios de pago
En la actualidad, existe solo un medio de pago para el uso del SITVA: la tarjeta inteligente Cívica. Anteriormente, también se podía acceder con boletos, que permitían la realización de uno o varios viajes, siendo introducidos en los torniquetes que separan el acceso público a la estación del sector de andenes. Dichos boletos podían ser adquiridos en las boleterías disponibles en todas las estaciones; sin embargo, en el 2007 la ETMVA comenzó el proceso de sustitución total de este sistema. El uso de la tarjeta permite la utilización de un sistema de tarifa integrada al usar el SITVA.

## Tarifas
Las tarifas del sistema se establecen anualmente mediante resolución oficial emitida por el Área Metropolitana del Valle de Aburrá, en su calidad de autoridad de transporte. Estas tarifas son de obligatorio cumplimiento para todos los modos integrados en el SITVA y pueden ser modificadas de acuerdo con criterios técnicos, financieros y de política pública.
La Tarjeta Cívica permite acceder a diferentes tipos de tarifas según el perfil del usuario y el modo de transporte. Los usuarios que registran su tarjeta pueden acceder a tarifas preferenciales, que incluyen subsidios para estudiantes, adultos mayores, personas con discapacidad (PMR) y beneficiarios del SISBEN. Estas tarifas diferenciales son posibles gracias al sistema de personalización, el cual asocia el perfil socioeconómico del usuario a la tarjeta.
Las siguientes tarifas comenzaron a regir a partir del 1 de enero de 2025:
| Esquema de integración                             | Esquema de integración                                                           | Perfil tarifario   | Perfil tarifario   | Perfil tarifario   | Perfil tarifario   | Perfil tarifario     |
| -------------------------------------------------- | -------------------------------------------------------------------------------- | ------------------ | ------------------ | ------------------ | ------------------ | -------------------- |
| Esquema de integración                             | Esquema de integración                                                           | Frecuente          | Adulto mayor       | Estudiantil        | PMR                | Al portador Eventual |
| 1                                                  | Metro / Ruta alimentadora / Tranvía / Metroplús / Metrocable                     | $3 430             | $3 060             | $1 420             | $2 480             | $3 900               |
| 2                                                  | Tranvía / Metroplús + Metro / Metrocable                                         | $3 430             | $3 060             | $1 420             | $2 480             | $3 900               |
| 3                                                  | Ruta alimentadora + Tranvía / Metroplús                                          | $3 430             | $3 060             | $1 420             | $2 480             | $3 900               |
| 4                                                  | Tranvía + Metrocable / Metro                                                     | $3 430             | $3 060             | $1 420             | $2 480             | $3 900               |
| 5                                                  | Ruta alimentadora + Metro / Metrocable                                           | $4 110             | $3 740             | $2 100             | $3 160             | $4 580               |
| 6                                                  | Ruta alimentadora + Tranvía / Metroplús + Metro / Metrocable                     | $4 110             | $3 740             | $2 100             | $3 160             | $4 580               |
| 7                                                  | Ruta alimentadora + Ruta alimentadora                                            | $4 110             | $3 740             | $2 100             | $3 160             | $4 580               |
| 8                                                  | Ruta alimentadora + Tranvía / Metroplús + Ruta alimentadora                      | $4 790             | $4 420             | $2 780             | $3 840             | $5 260               |
| 9                                                  | Ruta alimentadora + Metro / Metrocable + Ruta alimentadora                       | $5 470             | $5 100             | $3 460             | $4 520             | $5 940               |
| 10                                                 | Ruta alimentadora + Tranvía / Metroplús + Metro / Metrocable + Ruta alimentadora | $5 470             | $5 100             | $3 460             | $4 520             | $5 940               |
| Perfiles tarifarios Línea L – Cable Turístico Arví | Perfiles tarifarios Línea L – Cable Turístico Arví                               | Costo por trayecto | Costo por trayecto | Costo por trayecto | Costo por trayecto | Costo por trayecto   |
| 1                                                  | Tarifa para estratos 1, 2 y 3                                                    | $3 500             | $3 500             | $3 500             | $3 500             | $3 500               |
| 2                                                  | Tarifa para nacionales con tarjeta Cívica personalizada                          | $10 950            | $10 950            | $10 950            | $10 950            | $10 950              |
| 3                                                  | Tarifa para extranjeros o usuarios sin tarjeta personalizada                     | $24 500            | $24 500            | $24 500            | $24 500            | $24 500              |

Estas tarifas del Cable Arví comenzaron a regir desde el 11 de abril de 2025.

## Horarios
| Línea | Línea  | Lunes | Martes | Miércoles | Jueves | Viernes | Sábado | Domingo | Festivos |
| ----- | ------ | ----- | ------ | --------- | ------ | ------- | ------ | ------- | -------- |
|       | Inicio | 4:30  | 4:30   | 4:30      | 4:30   | 4:30    | 4:30   | 8:30    | 8:30     |
| Fin   | 23:00  | 23:00 | 23:00  | 23:00     | 23:00  | 23:00   | 22:00  | 22:00   |          |
|       | Inicio | 4:30  | 4:30   | 4:30      | 4:30   | 4:30    | 4:30   | 9:00    | 9:00     |
| Fin   | 23:00  | 23:00 | 23:00  | 23:00     | 23:00  | 23:00   | 22:00  | 22:00   |          |
|       | Inicio | 9:00  | —      | 9:00      | 9:00   | 9:00    | 9:00   | 8:30    | 8:30     |
| Fin   | 18:00  | —     | 18:00  | 18:00     | 18:00  | 18:00   | 18:00  | 18:00   |          |

La Línea L no presta servicio el primer día hábil de cada semana.

## Flujo de pasajeros
| Año  |           |           |           |         |   | Total      |
| ---- | --------- | --------- | --------- | ------- | - | ---------- |
| 2004 | —         | 2 208 660 | —         | —       | — | 2 208 660  |
| 2005 | —         | 5 234 458 | —         | —       | — | 5 234 458  |
| 2006 | —         | 5 528 091 | —         | —       | — | 5 528 091  |
| 2007 | —         | 5 926 799 | —         | —       | — | 5 926 799  |
| 2008 | 1 873 384 | 6 128 661 | —         | —       | — | 8 002 045  |
| 2009 | 2 415 877 | 5 836 729 | —         | —       | — | 8 252 606  |
| 2010 | 2 630 454 | 6 141 320 | 838 040   | —       | — | 9 609 814  |
| 2011 | 2 895 519 | 6 070 635 | 943 294   | —       | — | 9 909 448  |
| 2012 | 3 169 729 | 6 330 713 | 937 212   | —       | — | 10 437 654 |
| 2013 | 3 798 984 | 6 600 096 | 850 903   | —       | — | 11 249 983 |
| 2014 | 4 370 053 | 6 846 111 | 804 460   | —       | — | 12 020 624 |
| 2015 | 4 621 941 | 7 259 560 | 954 315   | —       | — | 12 835 816 |
| 2016 | 4 748 409 | 7 343 343 | 1 017 253 | 19 264  | — | 13 128 269 |
| 2017 | 5 006 021 | 7 438 189 | 1 002 630 | 674 747 | — | 14 121 587 |

## Bibliográficas
- González, Juan Álvaro. Tejido social de los metrocables. Una historia pionera en Medellín de movilidad ambientalmente sostenible y socialmente incluyente. Metro de Medellín. p. 24. Consultado el 14 de septiembre de 2017.